# Pendolo di Charpy

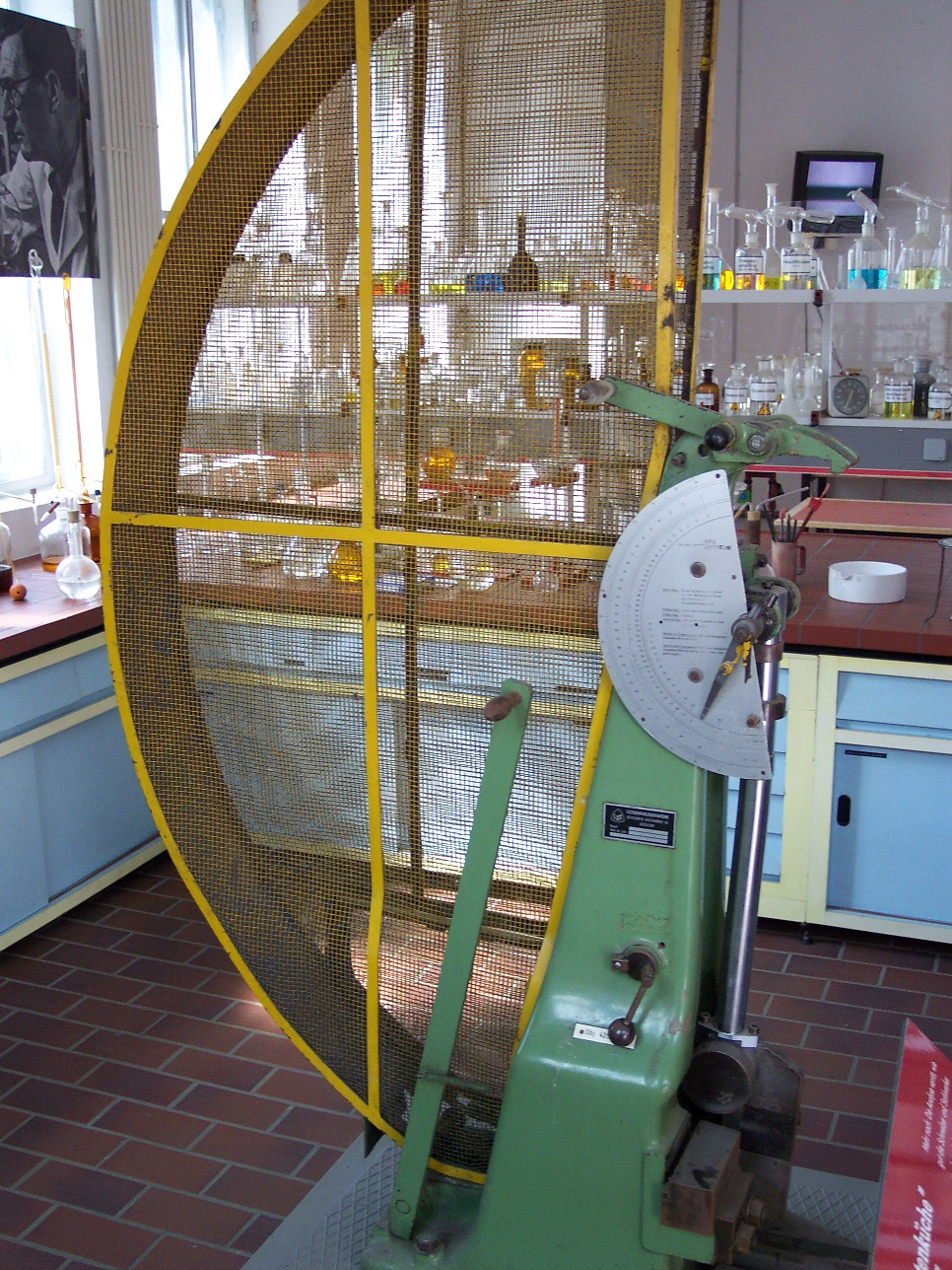
Foto del pendolo

Schema di funzionamento del pendolo

Il pendolo di Charpy è una macchina normata utilizzata per la prova di resilienza da impatto. Il suo nome deriva da quello dell'ideatore Georges Augustin Albert Charpy. Con essa viene determinata l'energia necessaria a rompere un provino (anch'esso normato) mediante un impatto.
La prova di resilienza è ampiamente utilizzata nell'industria per via della sua semplicità, rapidità ed economicità.

## Scopo
Il grado di resilienza di un materiale fornisce indicazioni sulle sue caratteristiche. Gli scopi dell'esecuzione di questa prova meccanica sono molteplici:
- Orientamento sulla scelta dei materiali destinati a subire urti (incudine, mazza...) o dove la frattura fragile possa essere pericolosa;
- Precisazioni dello stato di un materiale sottoposto a lavorazione plastica;
- Quantificazione della temperatura sotto la quale il materiale è soggetto a frattura fragile.

## Descrizione del pendolo di Charpy
Lo strumento è composto da un'asta che prevede da un lato una cerniera fissata alla base e dall'altro una mazza. Affinché la misurazione non venga falsata dall'attrito dell'aria e della cerniera, quest'ultima presenta dimensioni sensibilmente contenute, mentre la mazza ha una forma aerodinamica ed è munita di una lama intercambiabile dal profilo standardizzato.
Una tale soluzione comporta però un ulteriore problema: la piccola cerniera non sorregge l'urto sviluppato dalla mazza nel colpire il provino se il centro d'urto è al disopra del baricentro di questa. Per tale ragione la mazza del pendolo, oltre ad avere forma aerodinamica, è progettata in modo da avere il centro d'urto al di sotto del baricentro, in modo da garantire la funzionalità della cerniera.

## Modalità di prova
Viene ora riportato un semplice bilancio di energia potenziale riferito al sistema mostrato in figura. La grandezza K si misura comunemente in joule (J); essa indica il valore di energia meccanica impattante che provoca la rottura del materiale, calcolata sperimentalmente mediante la differenza fra l'energia associata al pendolo prima di essere lanciato in corsa e l'energia associata a esso in corrispondenza del percorso massimo effettuato (energia cinetica del maglio pari a zero) immediatamente dopo la rottura del provino.
{\displaystyle K=m\cdot g\cdot h'-m\cdot g\cdot h}
- m: massa del peso del pendolo
- g: accelerazione di gravità (circa 9,81 m/s2)
- h': posizione di partenza (altezza iniziale)
- h: posizione d'arrivo (altezza finale)

da cui si ottiene
{\displaystyle K=m\cdot g\cdot l\cdot (\cos \beta -\cos \alpha )}
dove {\displaystyle \alpha } e {\displaystyle \beta } sono gli angoli evidenziati nello schema di funzionamento.

## Provino

Posizione della provetta al momento dell'impatto

I provini hanno sezione quadrata con lato di 10 mm e lunghezza di 55 mm; esse presentano al centro un intaglio (che non è un invito alla rottura ma che serve a garantire la multiassialità degli sforzi, tanto è vero che il pendolo colpisce il provino dal lato opposto all'intaglio) perpendicolare all'asse longitudinale del provino, a U o a V, in base alla prova che deve essere eseguita.
| (Dimensioni in mm)               | Provino con taglio a V | Provino con taglio a U |
| -------------------------------- | ---------------------- | ---------------------- |
| lunghezza                        | 55                     | 55                     |
| altezza                          | 10                     | 10                     |
| larghezza                        | 10                     | 10                     |
| Profondità tacca                 | 2                      | 5                      |
| raggio di fondo/ larghezza tacca | 0,25                   | 1                      |
| Angolo intaglio                  | 45°                    | bordi paralleli        |

l'intaglio dei provini può essere:

Dimensioni e forma della provetta con intaglio a V

- V profondo 2 mm come da UNI EN 10045/1;
- U profondo 5 mm come da UNI EN 10045/1;
- "Key hole" (buco di chiave), profondo 5 mm come da UNI EN 10045/1;
- U o "Mesnager" profondo 2 mm come da UNI EN 10045/1;

I vari intagli sono simbolicamente chiamati rispettivamente Kv, Ku, Kk, Km.

## Conclusione della prova
Il valore numerico della prova di resilienza ha scarsa importanza come grandezza quantitativa, in quanto, variando la forma dell'intaglio e/o le dimensioni della provetta, si ottengono, a parità di materiale, prove non compatibili tra loro. Questa prova è però molto eseguita perché i valori ottenuti consentono di classificare (in particolare gli acciai) in base al diverso grado di fragilità, condizione importantissima ai fini della scelta dei materiali destinati alla costruzione di strutture, di parti meccaniche, di contenitori di liquidi a bassa temperatura, ecc. per i quali sono prevedibili sollecitazioni a un urto. Oltre al valore della prova di resilienza con l'esame del provino dopo rottura è possibile valutare altri due parametri: 
- l'espansione laterale, cioè la deformazione che subisce il provino in seguito all'urto;
- l'aspetto della zona di frattura (shear fracture).

## Normativa
- UNI EN 10045-1:1992 - Materiali metallici. Prova di resilienza su provetta Charpy. Metodo di prova [norma ritirata].
- UNI EN ISO 148-1:2016 Materiali metallici - Prova di resilienza su provetta Charpy - Parte 1: Metodo di prova.

## Simbologia
Il risultato della prova di resilienza viene generalmente indicata nelle schede tecniche dei materiali con diciture riconducibili ai seguenti modelli:
- KV300=121J: prova di resilienza eseguita con pendolo di Charpy su provino normalizzato con intaglio a V. Energia massima disponibile per la prova: 300 joule, energia assorbita: 121 joule;
- KV=121J: come sopra (se l'energia massima disponibile è 300 joule, essa può essere omessa dalla sigla, a meno che il provino sia non normalizzato, vedi ultimo esempio);
- KV100=65J: come sopra, ma con energia massima disponibile per la prova pari a 100 joule, energia assorbita 65 joule;
- KV300/7,5=85J: prova di resilienza eseguita con pendolo di Charpy su provino non unificato, di dimensioni 8×7,5×55 mm, dove 7,5 è la larghezza della sezione resistente all'impatto. Energia massima disponibile 300 joule, energia assorbita pari a 85 joule.

Per indicare che il provino utilizzato ha un intaglio a U si utilizzano sigle simili alle precedenti ma al posto di "KV" si utilizza la sigla "KU". Nel caso in cui la prova venga fatta a una temperatura diversa da quella ambiente (tipiche per gli acciai sono le prove a -20 °C / -30 °C e -40 °C) si aggiunge tale temperatura dopo la dimensione del provino:
KV300/7.5/-20=70J: prova di resilienza eseguita con pendolo di Charpy su provino larghezza 7,5 mm eseguita a -20 °C con 300 joule disponibili ed energia assorbita pari a 70 joule.